# Bénasquais
 (janvier 2023).
Si vous disposez d'ouvrages ou d'articles de référence ou si vous connaissez des sites web de qualité traitant du thème abordé ici, merci de compléter l'article en donnant les références utiles à sa vérifiabilité et en les liant à la section « Notes et références ».
Le bénasquais est un dialecte de transition entre l'aragonais et le catalan, avec une certaine influence du gascon, parlé dans la Vallée de Bénasque, dans la comarque de la Ribagorce (Aragon, Espagne). On en estime le nombre de locuteurs entre 1 000 et 2 500.[Quand ?]

## Un dialecte de transition
Le bénasquais a beaucoup de similitudes avec l'aragonais, le catalan ribagorcien (catalan de l'Alta Ribagorça) et, dans une moindre mesure, avec le gascon (langue de la Gascogne). Suivant les zones, il possède plus ou moins de caractéristiques communes avec chacune de ces langues. Comme tous les parlers de transition, son rattachement à l'une ou l'autre de ces langues a été discuté. Certains auteurs comme Pidal, Veny et Badia i Margarit sont partisans de le rattacher à l'aragonais, en se basant principalement sur la diphtongaison des voyelles latines toniques e et o. D'autres soutiennent a contrario sa parenté avec le catalan : Joan Coromines, Antoni Babia.

## Caractéristiques
- Palatalisation comme en castillan des groupes initiaux latin fl-, cl-, pl- (et même bl-, cas où le castillan ne palatalise pas : bllanch, « blanc », castillan blanco, catalan blanc), mais maintien de l'occlusive : clave(m), platu(m), flamma(m) > cllau, pllat, fllama[1], castillan llave, plato (non palatalisé sous influence savante[2]), llama, catalan clau, plat, flama (« clé, plat, flamme »).
- Apparition d'une affriquée [ t͡s] (notée « ç ») dans certains cas où le catalan a [s] : ... Ce trait est considéré comme une contamination aragonaise non constitutive par Jean-Joseph Saroïhandy[3].
- Maintien de -tz ([ t͡s]) dans les formes de deuxièmes personnes du pluriel, comme en occitan, contre -z dans le reste de l'aragonais[4] (-s en castillan, -u en catalan).

Localisation du bénasquais en Aragon.